# Luz María Umpierre
Luz María "Luzma" Umpierre-Herrera (nascida em 1947 em Santurce, Porto Rico) é uma advogada porto-riquenha de direitos humanos, educadora neo-humanista, poeta e estudiosa. Umpierre-Herrera trabalha nos tópicos de ativismo e igualdade social, a experiência do imigrante e o bilinguismo nos Estados Unidos, e questões de lésbicas, gays, bissexuais e transgêneros (LGBT). Umpierre publicou dez livros de poesia e teve numerosos ensaios publicados em revistas acadêmicas.

## Vida
Luz María Umpierre nasceu em Santurce, Porto Rico, em 1947, e cresceu em um bairro da classe trabalhadora chamado "La veintiuna" (Parada 21) em uma casa com dezesseis pessoas. Sua mãe nasceu em Porto Rico e cresceu em Nova York; por esse motivo, Umpierre foi exposto ao inglês e espanhol quando criança. O pai dela era funcionário do governo. Umpierre estudou na Academia do Sagrado Coração e na Universidad del Sagrado Corazón , ambos em Porto Rico, graduando-se em ambos com honras. Após vários anos de ensino na Academia María Reina, em San Juan, Umpierre sentiu que estava em "sexilio". O preconceito que ela experimentou como lésbica aberta na ilha foi um dos fatores que contribuíram para sua mudança para o continente em 1974. Ao seguir seu caminho acadêmico, ficou chocada ao ver que nos Estados Unidos não era apenas sua orientação sexual que era prejudicada, mas também sua origem e etnia porto-riquenha.     Essas experiências a fizeram decidir orientar estudantes carentes e exilados, nascidos nos Estados Unidos como ela e imigrantes.

## Educação e carreira
Ela obteve seu BA, com honras, em espanhol e ciências humanas pela Universidad del Sagrado Corazón em 1970. Em 1976, ela recebeu seu mestrado em espanhol (Literatura do Caribe) pela Bryn Mawr College, na Pensilvânia, onde também completou seu doutorado em espanhol (1978). Ela também concluiu estudos de pós-doutorado nos campos de: Teoria Literária na Universidade do Kansas (1981-1982), Administração da Universidade (Recrutamento e Retenção de Minorias) como Bolsista do Estado de Nova Jersey/Centro Internacional Woodrow Wilson (1986), e Gestão e Política na New School for Social Research, Milano School-Syracuse Campus (1995-1996).
Depois de receber seu Ph.D. em 1978, Umpierre passou a lecionar em várias instituições. Ela foi a primeira porto-riquenha a receber um mandato no Departamento de Espanhol e Português da Universidade Rutgers, onde ministrou o primeiro curso de pós-graduação em literatura colonial latino-americana. Ela também criou os primeiros cursos de Literatura e Cultura do Caribe na Universidade Rutgers, bem como um dos primeiros cursos de latinas nos EUA a serem ministrados no país. Ela foi a primeira bolsista abertamente lésbica latina em residência em estudos femininos na Penn State University.
Sua presença como acadêmica latina lésbica aberta em Rutgers foi recebida com uma reação conservadora. Ela foi proibida em 1989 de lecionar na universidade por incluir textos de gays e lésbicas em suas aulas de literatura e depois de falar na marcha em Washington, DC, em 1987. Este revés apenas reforçou seu ativismo em relação aos estudos LGBT, pois ela continuou ativista pela inclusão de tópicos LGBT na academia.
Depois de deixar Rutgers, trabalhou como diretora e professora do Departamento de Línguas Modernas e Estudos Interculturais e Folclore da Western Kentucky University (WKU). Foi enquanto trabalhava na WKU que Umpierre recebeu o prêmio "Mulher do Ano". Ela continuou a trabalhar com os párias desprivilegiados e sociais .
Em 1992, tornou-se membro do corpo docente da Universidade Estadual de Nova York –Brockport (SUNY) e foi professora de línguas e literatura estrangeiras. Mais uma vez, ela recebeu uma reação acadêmica por seu ativismo nos direitos LGBT. Em 1992, ela foi acusada por SUNY de "expor estudantes à homossexualidade" para ensinar literatura de uma visão do Homocriticismo e foi suspendida por dois anos. Posteriormente, ela ficou desabrigada, mas continuou seu trabalho como defensora da igualdade na academia.
Umpierre acabou se mudando para o Bates College em Lewiston, Maine, onde foi professora associada de idiomas e literaturas clássicas e romances, juntamente com estudos de mulheres em 1998. Ela também expandiu o currículo desta universidade, incluindo a adição de cursos sobre literatura e cultura latinas, escrita criativa e estudos latino-americanos. Ela finalmente deixou a Bates College por sua própria escolha em 2002 para alimentar sua carreira de escritora e continuar promovendo causas ativistas.

## Poesia
Umpierre publicou seis livros de poesia e dois chapbooks ou "hojas poéticas". Ela recebeu atenção crítica, principalmente de mulheres, feministas e acadêmicas queer.
Umpierre é um poeta bilíngue que escreve em inglês e espanhol e às vezes mistura os dois idiomas no mesmo poema. Seu trabalho foi publicado pela tatiana de la tierra na revista bilíngue, Esto no tiene nombre, para lésbicas latinas. Ela também apoiou a outra revista de de la tierra, a conmoción, que era uma continuação e expansão de Esto no tiene nombre que deveria ser uma plataforma para conversas sobre lésbicas latinas por meio de trabalhos editoriais como o de Umpierre. Em seu trabalho, ela estabelece uma conversa com muitas poetas e escritoras americanas, latino-americanas e porto-riquenhas, como Sylvia Plath, Virginia Woolf, Sor Juana Inés da Cruz, Julia de Burgos e Sandra María Esteves. Destaca-se a troca poética que ela manteve durante anos com a poeta nuyoricana Sandra María Esteves; essa troca foi elogiada na Europa e nos EUA e foi incluída em um programa de rádio especial do MLA devido à sua singularidade.
Umpierre iniciou sua carreira de poesia com a publicação de Una puertorriqueña en Penna (1979), cujo título pode ser traduzido como "Uma mulher porto-riquenha na Pensilvânia" ou "Uma mulher porto-riquenha com dor". Neste livro, o autor oferece poemas que comentam a discriminação que a comunidade porto-riquenha enfrentou na Filadélfia . O poema final dessa coleção: "Mascarada la vida", aponta para os temas lésbicos que ela desenvolveria mais em outras coleções. Umpierre também comenta o preconceito contra os porto-riquenhos nas instituições de ensino superior, particularmente nos departamentos espanhóis que consideravam o espanhol porto-riquenho deficiente ou incorreto. Ela também explora esses tópicos em seu segundo e terceiro livros, O país das maravilhas (Kempis puertorriqueño) (1982) e . . . Y otras desgracias / e outros infortúnios. . . (1985), que mostra uma acentuada virada para mais bilinguismo e carrega abertamente poemas lésbicos. O mesmo livro foi incluído como uma publicação da Era Stonewall.
Um dos livros de Umpierre é The Margarita Poems (1987), onde ela discute seu lesbianismo e oferece poemas altamente eróticos sobre o amor lésbico. O livro também discute questões de irmandade feminista, independência porto-riquenha e experiência de imigrantes. Nos anos 90, ela publicou seu livro For Christine (1995). Nos anos 2000, ela publicou dois livros de chapas ou "hojas poéticas": Pour toi / For Moira (2005) e Our Only Island - para Nemir (2009). Um volume de seus trabalhos completos editados por Carmen S. Rivera e Daniel Torres foi publicado em 2011.

## Obra acadêmica
Umpierre publicou dois livros de crítica literária com foco na literatura porto-riquenha e inúmeros artigos críticos, principalmente sobre literatura caribenha e autores de mulheres. Ela é uma das poucas pessoas que escreveu sobre os poemas de Nemir Matos Cintrón. Ela defende uma teoria "homocrítica" da leitura, sugerindo que os leitores homossexuais podem estar mais sintonizados em perceber o significado oculto queer em uma obra literária. Seu primeiro artigo sobre esse assunto foi publicado em Collages & Bricolages, em 1993, sob o título "Sobre a diversidade crítica" e tratou do livro Fragmentos a su imán de José Lezama Lima, embora tenha sido escrito no início dos anos 80 e ensinado na Universidade Rutgers em seminários durante essa década. Ela desenvolveu suas idéias ainda mais sobre esse assunto em um artigo sobre o conto de Carmen Lugo Filippi "Milagros, calle Mercurio".

## Prêmios, indicações e posições destacados
- Consultora da National Endowment for the Humanities de 1980 a 1985 e 1988.
- Membro do Conselho Executivo dos Eleitores de Liberdades Civis de Nova Jersey de 1985 a 1989.
- Consultora do Programa Nacional de Bolsas de Pós-Graduação, Departamento de Educação dos EUA, em 1986.
- Professora e escritora convidada no Carleton College em 1987. Tema da palestra: Escritoras hispânicas nos EUA.
- Lifetime Achievement Award, Coalizão de organizações de lésbicas e gays em Nova Jersey em 1990.
- Eleita para a Assembléia de Delegados da Associação Moderna de Idiomas para Estudos Étnicos e Interesses Especiais de 1991 a 1993.
- Oradora principal, Bayard Rustin Breakfast, AIDS Massachusetts em 1991.
- Honrada pelo capítulo de Nova York da National Writers Union em 1993
- Nomeada para o Hall da Fama das Mulheres, Seneca Falls, Nova York em 1994 e novamente em 2009.
- Presidente da sessão Feministas Unidas na convenção do MLA sobre "Ensino de tabus na literatura hispânica", Washington, DC, em dezembro de 1996.
- Oradora principal, Convenção Anual da Ford Foundation Fellows, Washington, DC, em 1997.
- Membro do Comitê NEH no Bates College de 1998 a 2000.
- Nomeada para a Martin Duberman Fellowship na CUNY em 2000.
- Palestrante na Universidade de Ohio (Atenas) sobre "Sexualidade na Literatura e na Conferência de Cinema", em 2001.
- Eleita para o Comitê Governante do Grupo de Estudos sobre Literatura e Cultura de Porto Rico, MLA em 1998 e promovido a Presidente em 2002.
- Nomeada para o Prêmio Phyllis Franklin Humanities do MLA em 2002.
- Eleita para a Divisão de Estudos Étnicos da Associação de Idiomas Modernos de 2000 a 2004 e à Assembléia de Delegados de 2005 a 2007.
- Líder de Mulher Distinta do Maine, 2008.
- Nomeada para a inclusão em 2010 no Hall da Fama da Mulher em Seneca Falls, Nova York.
- Nomeada para o Prêmio Pioneer da LAMBDA em 2013.
- Nomeada para o Prêmio Internacional da Coréia do Sul por Ativismo pelos Direitos Humanos, sendo a única lésbica porto-riquenha a ser indicada (decisão prevista para maio de 2014)

## Lista de Trabalhos

### Poesia
- Una puertorriqueña en Penna. [Porto Rico]: Master Typetting of PR, 1979.
- No país das maravilhas (Kempis puertorriqueño) . Bloomington, Ind .: Third Woman Press, 1982.
- . . . Y otras desgracias / e outros infortúnios. . . Bloomington, Ind .: Third Woman Press, 1985.
- Os poemas de Margarita. Bloomington, Ind .: Third Woman Press, 1987.
- Para Christine: Poemas e uma letra. Chapel Hill, NC: Imprensa Profissional, 1995.
- Despeje toi / para Moira. San Juan, Porto Rico: Mariita Rivadulla e Associados, 2005.
- Nossa única ilha - para Nemir. San Juan, Porto Rico: Serviços Profissionais Mariita Rivadulla, 2009.
- Eu ainda estou de pé: Treinta años de poesía / Trinta Anos de Poesia, eds. Carmen S. Rivera e Daniel Torres. Orlando, FL e Fredonia, NY: www.luzmaumpierre.com e SUNY-Fredonia, 2011.

### Crítica literária
- Ideologia e novela em Porto Rico: um estúdio da narrativa de Zeno, Laguerre e Soto. Madrid: Playor, 1983.
- Novas aproximações críticas à literatura porto-riquenha contemporânea. Rio Piedras: Editorial Cultural, 1983.